# Спас Нерукотворный (Изюмская епархия)
Икона Спаса Нерукотворного (Нерукотворенный Образ Господень) — святыня Харьковской и Изюмской епархий, почитается чудотворной. Празднование иконе совершается 7 (20) июля.

## История
Икона византийского стиля. Каноничного письма. Атрибутирована XVIII веком.
Писана на дереве (размер 45 × 36 см). До передачи в Свято-Борисо-Глебский монастырь Харьковской епархии несколько поколений находилась в семье жительницы села Красная Поляна Змиевского района Харьковской области Проскуриной Александры Леонтьевны.
Во время Великой Отечественной войны икона, поскольку село неоднократно переходило из рук в руки, хранилась в погребе; в результате, из-за неблагоприятных условий, она потемнела. 9 января 1997 года икона была передана в Свято-Борисоглебский храм с. Водяное Змиевского района, в котором она была установлена на горнем месте.
28 октября 1997 года Священный Синод Украинской Православной Церкви признал икону чудотворной (в протоколе епархиальной комиссии, на основе которой было принято решение, говорится о чудесном сиянии, которое икона якобы излучала 20 июля 1997 года). Он благословил богослужебное почитание иконы в Слободском крае. Церковное празднование установлено на 7 (20) июля — день обновления иконы.

Икона Спаса Нерукотворного
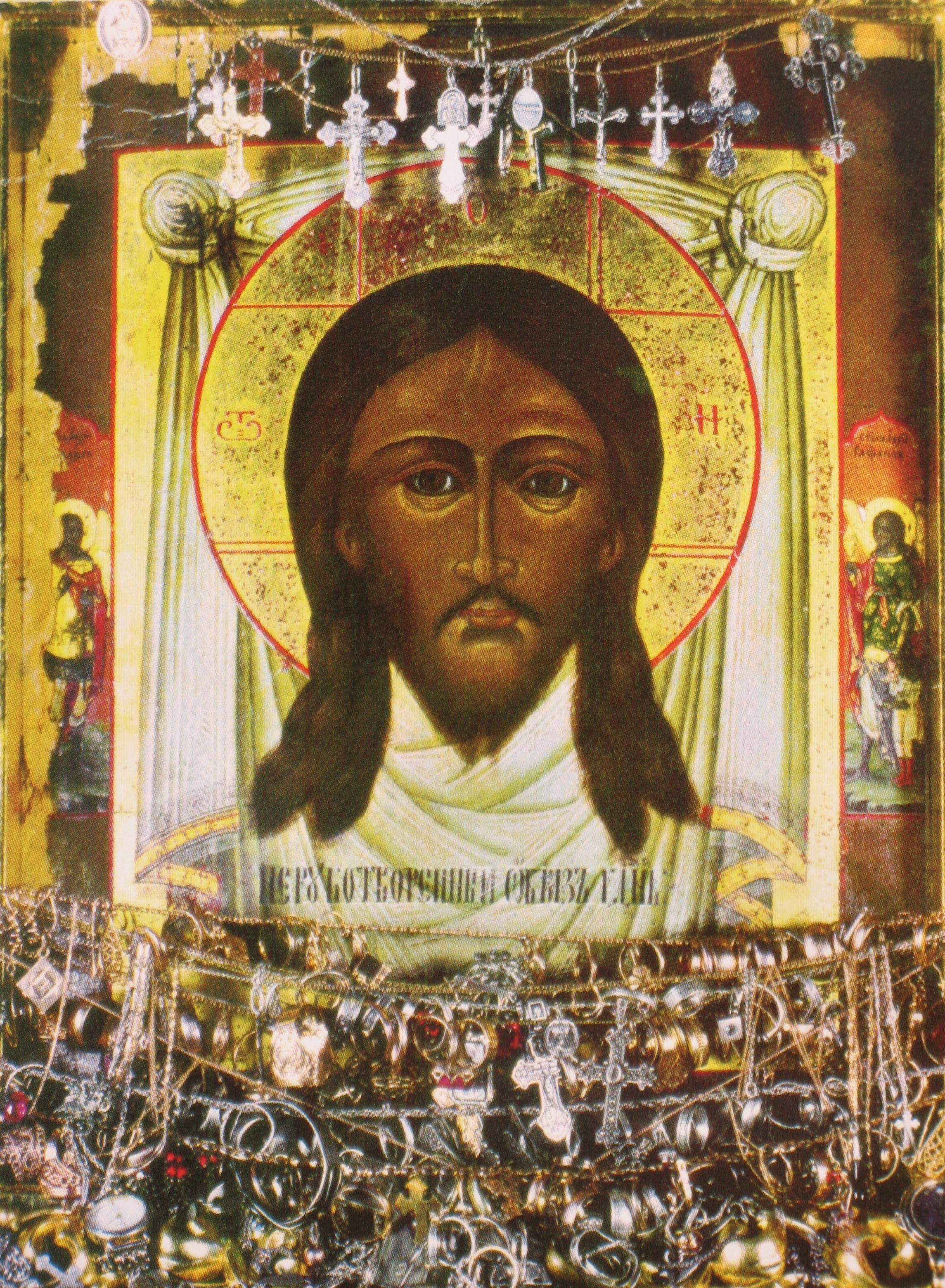
Кресты «исцелившихся» людей
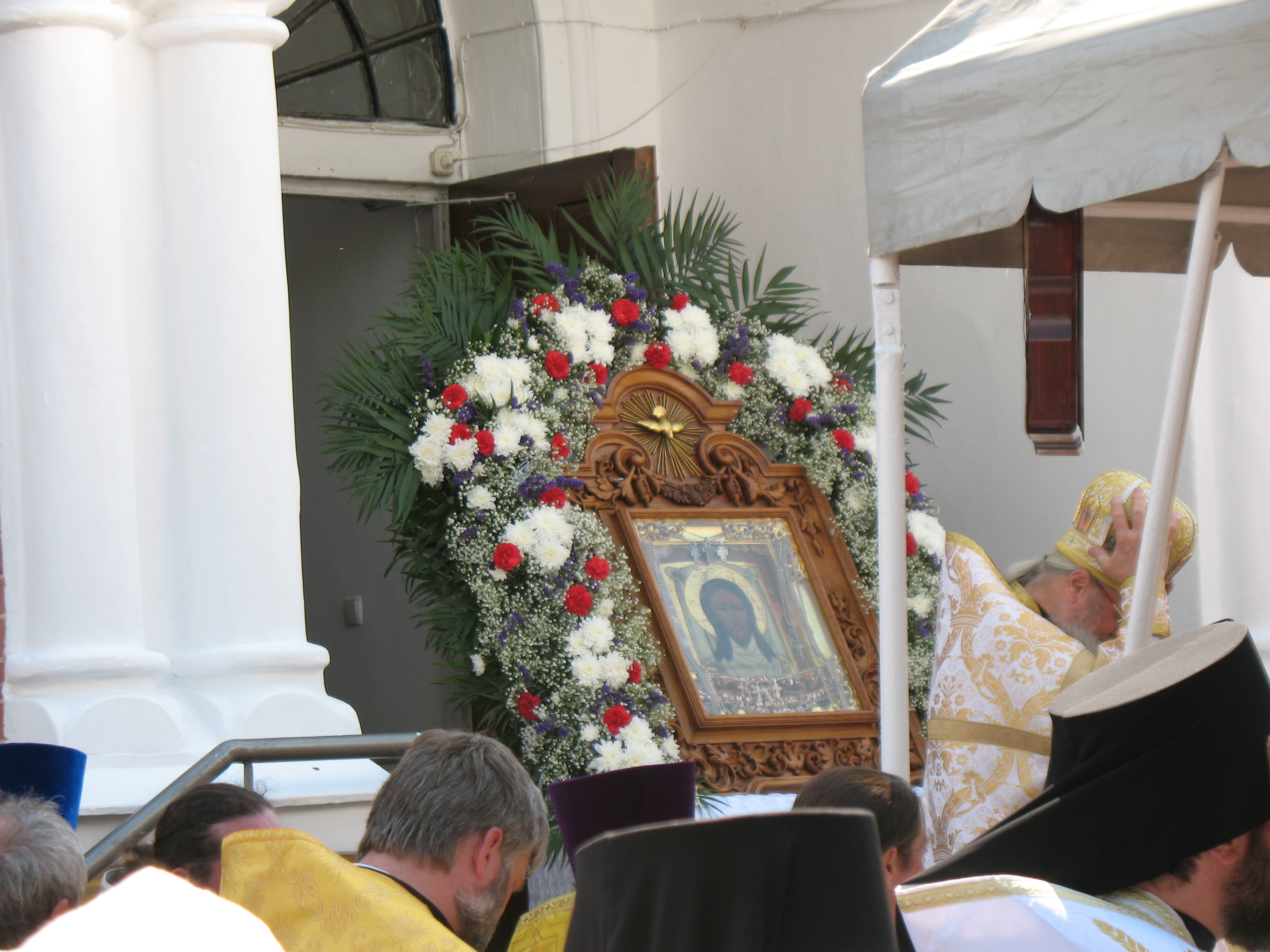
Икона вынесена из храма в день праздника обновления
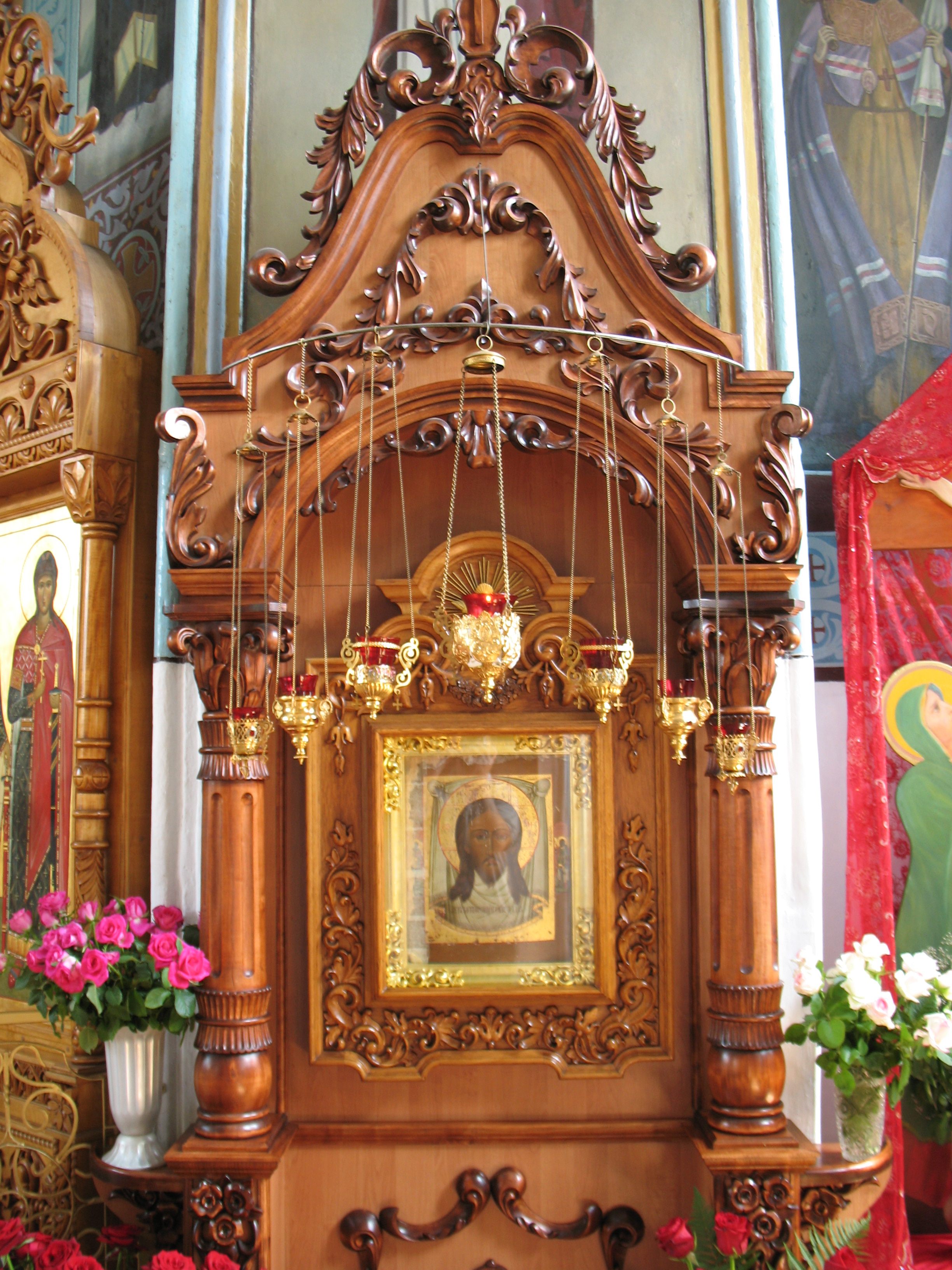
Лампады пред иконой
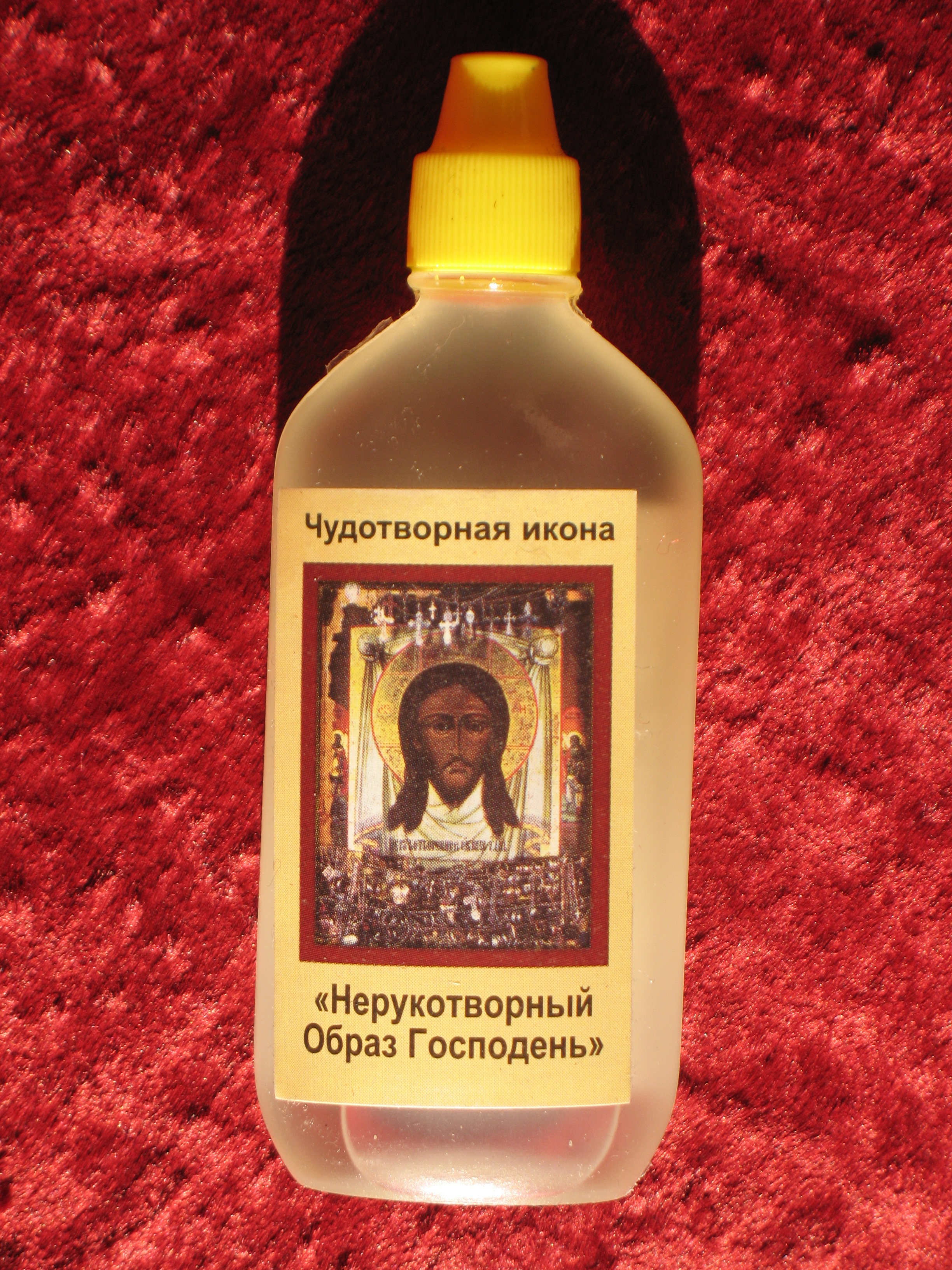
Масло от неугасимой лампады иконы

## Местонахождение иконы и епархии
- До 1799 года — Белгородская епархия.
- 9 января 1996 года передана из села Красная Поляна в Борисоглебский монастырь села Водяное.
- До 2012 года — Харьковская епархия.
- С 8 мая 2012 — Изюмская епархия.